# Auce
Auce (niem. Alt-Autz) – miasto na Łotwie położone w południowo-zachodniej części kraju, w novadsie Dobele, 4112 mieszkańców (2004). Posiada status miasta od roku 1924. Powierzchnia 43,7 km². W latach 2009–2021 stolica novadsu Auce.